# わげもん〜長崎通訳異聞〜
『わげもん〜長崎通訳異聞〜』（わげもん ながさきつうやくいぶん）は、2022年1月8日から1月29日まで、毎週土曜 21時00分 - 21時50分（第1話 21時00分 - 21時49分）にNHK総合「土曜ドラマ」枠で放送されたテレビドラマ。主演は永瀬廉（King & Prince）。

## 概要
タイトルにある「わげもん」は「和解者」＝「通訳者」のことを意味し、本作では江戸時代に国際都市であった長崎を舞台に、オランダ交易を陰で支えてきた通詞たちが様々な企みが渦巻く激動の時代に果敢に立ち向かう姿を描く。そんな中、通詞であった父親が失踪した謎を追うために江戸から長崎にやって来た主人公の伊嶋壮多も英語塾で学びながら、父親の秘密を知っていたであろう老通詞の死を通して仲間たちとともに真実を追っていく。

## キャスト
伊嶋壮多（いじま そうた）
演 - 永瀬廉（King & Prince）
通詞だった父親・周吾の失踪の謎を追い、江戸からやって来た。
森山栄之助（もりやま えいのすけ）
演 - 小池徹平
オランダ語通詞。
トリ（都麗）
演 - 久保田紗友
「柳屋」の芸妓見習い。異国の言葉（中国語）が話せる。
大田清十郎（おおた せいじゅうろう）
演 - 浅香航大
通詞の見習生。
未章（みしょう）
演 - トラウデン都仁
トリの友人。オランダ人を父に持つ。
滝口修二郎（たきぐち しゅうじろう）
演 - 平山祐介
同心。
しづ
演 - 紅壱子
「柳屋」女将。
季蝶（きちょう）
演 - 木月あかり
「柳屋」の芸妓。
忠弥（ちゅうや）
演 - 蟷螂襲
内通詞。壮多の父のことを知っているようだが…。
野田立之助（のだ りゅうのすけ）
演 - 浜田信也
杉原敬生
演 - 重岡漠
白井達之進（しらい たつのしん）
演 - 宮川一朗太
長崎奉行所の船掛。
えま
演 - 浦浜アリサ
女医。オランダ人の父と日本人の母との間に生まれる。通称は「えんま先生」。
神頭有右生（こうず ゆうせい）
演 - 髙嶋政宏
置屋に居候の男。元は蘭学者らしいが…。
大田崇善（おおた そうぜん）
演 - 本田博太郎
大通詞。清十郎の父。
杉原尚蔵（すぎはら しょうぞう）
演 - 矢島健一
大通詞。
井戸対馬守覚弘（いどつしまのかみさとひろ）
演 - 石黒賢
江戸から赴任してきた長崎奉行。
周田親政（すだ ちかまさ）
演 - 武田鉄矢
長崎生まれで、代々の長崎奉行の家老。
ヤンセン
演 - 村雨辰剛
オランダ商館の勝手方。
ヨセフ・ヘンリー・レフィスゾーン
演 - リチャード・ヴァン・ローイ
オランダ商館長
カイ
演 - カリマ剛ケアリイオカラニ
漂着したアメリカ船ラゴダ号の乗組員。ハワイ人。
ラナルド・マクドナルド
演 - 木村昴
アメリカ捕鯨船で密入国を図り囚われの身となった間に森山栄之助らの英語教師となる。

## スタッフ
- 作 - 宮村優子
- 音楽 - 森悠也
- 語り - クリス・ペプラー
- 制作統括 - 内田ゆき
- 演出 - 盆子原誠、梛川義郎

## 放送日程
| 話数  | 放送日  | サブタイトル | 演出 |
| ----- | ------- | ------------ | ---- |
| 第1話 | 1月08日 | 父を探して   |      |
| 第2話 | 1月15日 | 消えた漂流民 |      |
| 第3話 | 1月22日 | 苦い秘密     |      |
| 第4話 | 1月29日 | 光さす海     |      |

## 「国際都市」としての描写

### 多言語
時代設定は江戸時代末期の1849年（嘉永2年）で、鎖国中ではあるものの対オランダと対清朝中国との交流・貿易が認められていた「国際都市」長崎の描写として、多言語でのせりふが作中で使用された。主人公の伊嶋壮多はオランダ語を独学で学び、出島のオランダ商館員とオランダ語での会話を試みたり、その後森山栄之助から英語を学び、その森山自身もラナルド・マクドナルドから英語を学ぶ場面などが描写された。また唐人屋敷では中国語での会話が交わされ、壮多が交流を深めたカイが発するハワイ語の一句が物語展開のキーワードになったり、ハワイ人漂着者たちがハワイ語の詩歌であるオリを詠える場面もあり複数の言語が使われた。さらには当時東インドのバタヴィア（現インドネシア・ジャカルタ）がオランダ領だったこともあり、オランダ商館員たちに連れてこられたインドネシア人従者がインドネシア語であいさつするなどの場面も描かれた。

### 多文化ルーツを持つ登場人物
「国際交流」の側面として未章、えま、トリといった日本人とオランダ人や日本人と唐人を親に持って生まれた長崎住民も登場した。